# オリエンス宗教研究所
オリエンス宗教研究所（オリエンスしゅうきょうけんきゅうじょ）とは、キリスト教 カトリック淳心会に所属する研究・出版組織。現任の所長は淳心会司祭 コンスタンチノ・コンニ・カランバ師（コンゴ民主共和国出身）。所在地は東京都世田谷区松原2丁目28-5（カトリック松原教会内）。

## 概要
「オリエンス」（ラテン語: oriens＝英語: orient）の名前は、待降節の祈りの中にある、東からさしのぼる光、イエス・キリストに由来しており、その使命は、日本の宗教文化に関するさまざまな研究活動に加え、 エキュメニカルな海外の研究機関への情報提供、通信講座、典礼学や聖書学、神学に資する書籍の刊行を通し、福音宣教をすることにある。
1969年、日本エキュメニカル協会事務所が同会内に開設され、カトリックとプロテスタントによる 『共同訳聖書』が生まれるきっかけともなった。

## 主な出版・刊行物
- 『聖書と典礼』 - 国内のカトリック教会共通でミサに使用されるリーフレット。教会に置いてあり、配布される。A4の紙にして2枚程度。
- 『こじか』 - （週刊）幼児・児童向け宣教誌、教会学校などで配布・利用
- 『福音宣教』 - （月刊）一般向け宣教誌
- 『The Japan Mission Journal』 - （季刊）日本での宣教活動や宗教文化を海外向けに紹介
- 『ともにささげるミサ』 - 洗礼をまだ受けていないひとや、カトリック教会に来てまだ間もないひとにもわかりやすい、ミサの式次第を書いた書籍。80ページほどある。